# Kevin Vogt
Kevin Vogt (Witten, 23 de setembro de 1991) é um futebolista profissional alemão que atua como zagueiro.

## Carreira
Aos 3 anos de idade, Vogt começou a jogar futebol no VfB Langendreerholz, um clube local em Bochum. Lá, ele permaneceu até 2002, quando ficou velho o suficiente para jogar no 'D-Jugend' (na Alemanha, o nível de jogo para jovens de 11 a 13 anos) e se juntou ao WSV Bochum. Em 2004, ele conseguiu dar o próximo passo quando foi descoberto pelo peso-pesado local VfL Bochum e assinou um contrato juvenil com eles. Lá ele passou por todas as categorias de base e eventualmente assinou um contrato profissional em 16 de dezembro de 2008.
Ele jogou sua primeira partida na Bundesliga pelo VfL Bochum, e seu primeiro jogo totalmente profissional, em 18 de abril de 2009, em uma derrota de 2 a 0 contra o Borussia Dortmund. Vogt foi substituído aos 84 minutos por Christoph Dabrowski. Mas este permaneceu como seu único jogo na Bundesliga pelo Bochum. Durante a temporada 2009–10, Vogt só jogou pelo segundo time, na quarta divisão Regionalliga, e a equipe principal foi rebaixada para a 2. Bundesliga no final da temporada.  Lá Vogt se tornou titular nos dois anos seguintes antes de se juntar ao recém-promovido time da Bundesliga FC Augsburg no verão de 2012. Augsburg pagou uma taxa de transferência de cerca de € 700.000.
Em 26 de maio de 2014, foi anunciado que Vogt se juntaria ao Köln e assinaria um contrato com validade até 2017. A taxa de transferência supostamente chega a € 1,5 milhão. 
Em 30 de maio de 2016, o TSG Hoffenheim anunciou a contratação de Vogt. 
Em 12 de janeiro de 2020, Vogt foi emprestado ao Werder Bremen, clube da Bundesliga, até o final da temporada.
Em 11 de janeiro de 2024, Vogt se transferiu para o Union Berlin, também da Bundesliga, por uma quantia relatada de cerca de € 2 milhões. 

## Carreira Internacional
De 2008 a 2013, Vogt foi membro de várias seleções juvenis da Alemanha. Ele jogou sua primeira partida em 17 de dezembro de 2008 contra a seleção sub-18 de Israel.